# Bo Järborg
Bo Järborg, född 17 juli 1917 i Göteborg, död 3 april 2007 i Stockholm, var en svensk journalist och utrikeskorrespondent.
Från 1963 och nästan 20 år framöver var han Sveriges Radios och sedermera SVT:s korrespondent i London. Ett uppmärksammat inslag handlade om Margaret Thatchers inledande tid som premiärminister och kriget om Falklandsöarna. Innan tiden i London var han Sveriges Radios korrespondent i Paris.
Dessförinnan arbetade Bo Järborg bland annat på Dagens Nyheter och var dess korrespondent i Tyskland under 1950-talet. 
Bo Järborg var farfar till journalisten och TV4-programledaren Martin Järborg.